# 懷特羅克 (北卡羅萊納州)
懷特羅克（英語：White Rock）是位於美國北卡羅萊納州麥迪遜縣的非建制地區。

## 歷史
懷特羅克的郵局於1849年設立，其後於1936年停運。

## 地理
懷特羅克所處的海拔為高於海平面573米（即1880英呎），而該地所採用的時區為UTC-5，即北美东部时区（EST）。同時該地設有夏令時間，為UTC-5調快一小時，即UTC-4（EDT）。